# Sennius terani
Sennius terani là một loài bọ cánh cứng trong họ Bruchidae. Loài này được Muruaga & Kingsolver miêu tả khoa học năm 1994.